# 凯蒂·金-克劳利
凯蒂·金-克劳利（英語：Katie King-Crowley，1975年5月24日—），美国女子冰球运动员。她曾代表美国国家队参加1998年、2002年和2006年冬季奥林匹克运动会冰球比赛，获得一枚金牌、一枚银牌和一枚铜牌。